# 密鳞紫金牛
密鳞紫金牛（学名：Ardisia densilepidotula）为报春花科紫金牛属下的一个种。

## 扩展阅读
- 維基物種上的相關：密鳞紫金牛